# Aphaobius ajdae
Aphaobius ajdae – gatunek chrząszcza z rodziny grzybinkowatych i podrodziny zyzkowatych.

## Taksonomia
Gatunek ten opisany został po raz pierwszy w 2023 roku przez Piera M. Giachino na łamach „Bollettino della Società Entomologica Italiana”. Jako miejsce typowe wskazano jaskinię Kurnik w słoweńskiej Škofjej Loce.

## Morfologia
Chrząszcz o ciele długości od 2,8 do 2,9 mm. Ubarwienie ma w całości brązowawoceglaste z przeciętnie długim, skąpym półwzniesionym owłosieniem żółtego koloru na przedpleczu i pokrywach.
Głowa jest bezoka, o porośniętych długimi, półwzniesionymi szczecinkami czole i nadustku. Cienkie czułki nie sięgają do ostatniej ćwiartki pokryw.
Prawie dwukrotnie szersze niż dłuższe, najszersze tuż przed nasadą przedplecze ma równomiernie na przedzie zakrzywione i prawie równoległe przy tylnych kątach krawędzie boczne, niezaokrąglone i prawie zaostrzone kąty tylne oraz wyraźnie mikrorzeźbioną i lekko ziarenkowaną powierzchnię. Owalne w zarysie, u nasady nieco szersze od przedplecza pokrywy mają osobno zaokrąglone wierzchołki i wysklepiony dysk z poprzecznym rowkowaniem, pozbawiony rządków przyszwowych. Stosunek szerokości do długości pokryw wynosi 0,73. Śródpiersie ma wysokie, pozbawione ząbka żeberko o dwufalistym brzegu przednim i wklęsłym brzegu tylnym. Dość grube odnóża wieńczą niezmodyfikowane pazurki. Stopy nie są u samców rozszerzone.
Genitalia samca mają duży edeagus o płacie środkowym grubym, z prawie równoległymi w widoku grzbietowym bokami oraz szeroką, bardzo nieznacznie zaokrągloną, nienabrzmiałą i na szczycie nieściętą częścią wierzchołkową. Patrząc od góry endofallus zwiera Y-kształtny element nasadowy i duży, X-kształtny element odsiebny. Cienkie i niezakrzywione dowewnętrznie paramery dorównują długością płatowi środkowemu.

## Ekologia i występowanie
Owad palearktyczny, endemiczny dla Słowenii, znany tylko z niewielkiej jaskini Kurnik o długości 16 m i głębokości 7 m, położonej na Mrtancovej planinie. Współwystępuje tam z chrząszczami: Agaricophagus cephalotes, Bathyscia montana, Catops subfuscus, Choleva sturmi, Bryaxis lokayi, Scydmoraphes tuberculifer, Lathrobium cavicola, Cryptophagus croaticus, Cryptophagus punctipennis, Dienerella clathrata i Laemostenus schreibersi.